# Neodythemis hildebrandti
Neodythemis hildebrandti är en trollsländeart som beskrevs av Karsch 1889. Neodythemis hildebrandti ingår i släktet Neodythemis och familjen segeltrollsländor. Inga underarter finns listade i Catalogue of Life.